# مکانگاوی
مکانگاوی (به لاتین: Mkangawi) یک منطقهٔ مسکونی در مالاوی است که در بخش سالیما واقع شده‌است. مکانگاوی ۶۹۸ متر بالاتر از سطح دریا واقع شده‌است.